# Grammodes orientalis
Grammodes orientalis là một loài bướm đêm trong họ Erebidae.